# Hirschneuses

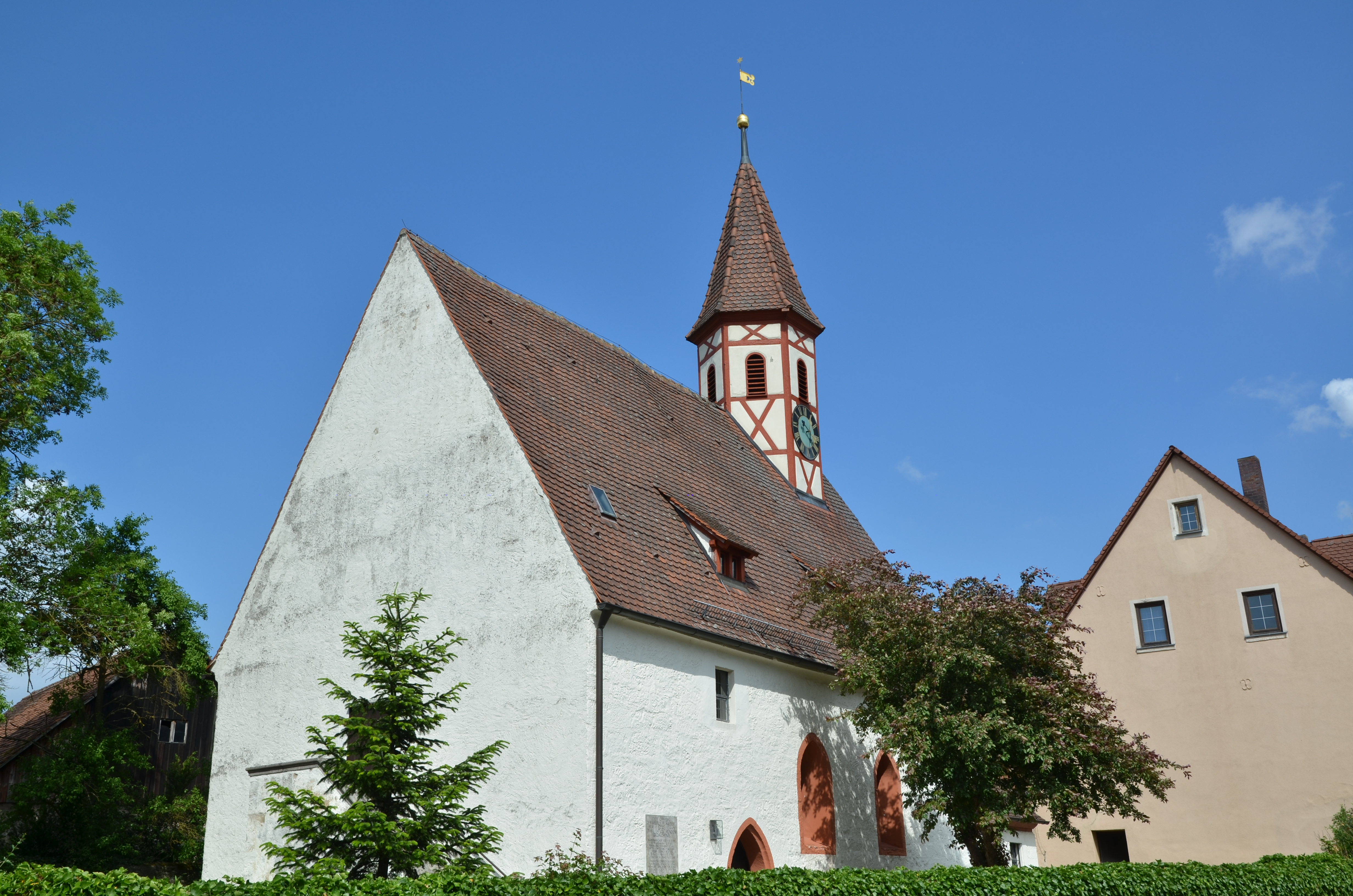
St. Johannes

Hirschneuses ist ein Gemeindeteil des Marktes Neuhof an der Zenn im Landkreis Neustadt an der Aisch-Bad Windsheim (Mittelfranken, Bayern). Die Gemarkung Hirschneuses hat eine Fläche von 7,135 km². Sie ist in 653 Flurstücke aufgeteilt, die eine durchschnittliche Flurstücksfläche von 10926,73 m² haben. In ihr liegt neben dem namensgebenden Ort der Gemeindeteil Neukatterbach.

## Geografie
Durch das Kirchdorf fließt der Weihergraben, ein indirekter rechter Zufluss der Zenn. Im Südwesten liegt die Steinleite, im Nordosten der Heubuck. 1 km östlich liegt die Weiherleite, 0,5 km südöstlich das Reitstück. Die Kreisstraße NEA 18/AN 11 führt nach Neukatterbach (1,8 km nordöstlich) bzw. zur Staatsstraße 2245 bei Neudorf (2,5 km südlich). Die Kreisstraße NEA 10 führt an der Straußmühle und Ziegelhütte vorbei nach Neuhof zur Staatsstraße 2255 (2,7 km nordwestlich) bzw. nach Kreben (2,5 km östlich).

## Geschichte
Der Ort wurde 1169 als „Niusezze“ in einer Urkunde erstmals erwähnt. In dieser wurde der Tausch von Gütern zwischen Bischof Konrad von Eichstätt und dem Abt Konrad des Klosters Heilsbronn besiegelt. Das Kloster erwarb in der Gegend Güter und Gefälle, für Hirschneuses waren es zwei Morgen Land. Erst später erhielt der Ortsname von dem in der Nähe gelegenen Hirschberg den Zusatz „Hirsch–“ zur besseren Unterscheidung von dem 12 Kilometer nördlich gelegenen Herrnneuses, das ursprünglich ebenfalls nur Neuses hieß. Im Jahre 1246 überließen die Burggrafen Konrad I. und Friedrich III. die Gefälle von ihrem Hof zu „Nuisese“ dem 9. Abt Edelwinus als Sühne und Ersatz für Schädigungen, die sie dem Kloster zugefügt hatten. Im Jahre 1305 kaufte das Kloster weitere Güter. Insgesamt erwarb das Kloster 25 Anwesen. Während des Dreißigjährigen Krieges verödete der Ort ganz. Mit Annahme der Reformation im Jahr 1528 zählt Hirschneuses mit Kirchfarrnbach zu den ältesten evangelischen Gemeinden Frankens.
Gegen Ende des 18. Jahrhunderts gab es in Hirschneuses 26 Anwesen (2 Höfe, 3 Höflein, 15 Güter, 1 Schmiede, 4 Häuser). Das Hochgericht übte das brandenburg-bayreuthische Stadtvogteiamt Markt Erlbach aus. Die Dorf- und Gemeindeherrschaft und die Grundherrschaft über alle Anwesen hatte das Kastenamt Neuhof.
Von 1797 bis 1810 unterstand der Ort dem Justizamt Markt Erlbach und Kammeramt Neuhof. Im Jahre 1810 kam Hirschneuses an das Königreich Bayern. Im Rahmen des Gemeindeedikts wurde 1811 der Steuerdistrikt Hirschneuses gebildet. Zu diesem gehörten neben dem Hauptort Altkatterbach, Dietenholz, Dippoldsberg, Kreben, Lösleinshäuslein, Meiersberg, Neudorf, Neudietenholz, Neukatterbach, Oberndorf, Riedelshäuslein und Walburgswinden. 1813 entstand die Ruralgemeinde Hirschneuses, zu der Dietenholz, Neudietenholz, Neudorf und Walburgswinden gehörten. Mit dem Zweiten Gemeindeedikt (1818) wurden zwei Ruralgemeinden gebildet:
- Ruralgemeinde Hirschneuses;
- Ruralgemeinde Neudorf mit Dietenholz, Neudietenholz und Walburgswinden.[12][13]

Die Gemeinde Hirschneuses war in Verwaltung und Gerichtsbarkeit dem Landgericht Markt Erlbach zugeordnet und in der Finanzverwaltung dem Rentamt Ipsheim. Ab 1862 gehörte Hirschneuses zum Bezirksamt Neustadt an der Aisch (1939 in Landkreis Neustadt an der Aisch umbenannt) und ab 1856 zum Rentamt Markt Erlbach (1919–1929: Finanzamt Markt Erlbach, 1929–1972: Finanzamt Fürth, seit 1972: Finanzamt Uffenheim). Die Gerichtsbarkeit blieb beim Landgericht Markt Erlbach (1879 im Amtsgericht Markt Erlbach umbenannt), von 1959 bis 1972 war das Amtsgericht Fürth zuständig, seitdem ist es das Amtsgericht Neustadt an der Aisch. Die Gemeinde hatte 1964 eine Gebietsfläche von 5,605 km².
Am 1. Januar 1972 wurde Hirschneuses im Zuge der Gebietsreform in Bayern nach Neuhof an der Zenn eingemeindet.

### Baudenkmäler
- evangelisch-lutherische Filialkirche St. Johannes[17]
- Friedhofsmauer[17]
- Steinkreuz[17]

### Einwohnerentwicklung
| Jahr      | 1818   | 1840   | 1852   | 1855   | 1861   | 1867   | 1871   | 1875   | 1880   | 1885   | 1890   | 1895   | 1900   | 1905   | 1910   | 1919   | 1925   | 1933   | 1939   | 1946   | 1950   | 1952   | 1961  | 1970   | 1987   | 2017  |
| Einwohner | 212    | 242    | 253    | 243    | 234    | 232    | 219    | 224    | 229    | 225    | 189    | 199    | 192    | 211    | 217    | 208    | 222    | 203    | 205    | 252    | 244    | 217    | 210   | 197    | 158    | 184   |
| Häuser    | 32     | 39     |        |        |        |        | 44     |        |        | 45     | 42     |        | 45     |        |        |        | 40     |        |        |        | 39     |        | 40    |        | 47     |       |
| Quelle    | [ 19 ] | [ 20 ] | [ 21 ] | [ 21 ] | [ 22 ] | [ 23 ] | [ 24 ] | [ 25 ] | [ 26 ] | [ 27 ] | [ 28 ] | [ 21 ] | [ 29 ] | [ 21 ] | [ 30 ] | [ 21 ] | [ 31 ] | [ 21 ] | [ 21 ] | [ 21 ] | [ 32 ] | [ 21 ] | [ 1 ] | [ 33 ] | [ 34 ] | [ 2 ] |

## Religion
Der Ort ist seit der Reformation evangelisch-lutherisch geprägt und bis heute nach St. Peter und Paul gepfarrt. Die Katholiken gehören zur Kirchengemeinde Maria Namen, die ursprünglich eine Filiale von St. Michael war und seit 2019 eine Filiale von St. Johannis Enthauptung ist.

## Wanderwege
Durch Hirschneuses führt der Fernwanderweg Jean-Haagen-Weg.